# Allium hedgei
Allium hedgei — вид рослин з родини амарилісових (Amaryllidaceae); ендемік Афганістану. Тісно пов'язаний з A. brevidentiforme.

## Опис
Тичинкові нитки коротші від листочків оцвітини. Зовнішні тичинкові нитки з двома тупими зубчиками біля основи. Внутрішні тичинкові нитки 3(5) виступами.

## Поширення
Ендемік північного Афганістану.